# 데이비드 호지스
데이비드 호지스(David Hodges, 1978년 12월 5일 ~ )는 미국의 음악가로, 밴드 에바네센스의 전 멤버이다.